# 李坤融
李坤融，目前居住臺灣新北市。新北市立海山高中畢業，曾就讀國立臺灣師範大學公民教育與活動領導學系，畢業於國立中正大學社會福利學系研究所。是一位學習障礙者，長期關注身心障礙就業、教育等議題，經常對身心障礙議題撰稿評論，目前擔任網路平台的專欄作家。目前創立身心障礙學生促進會，積極推動身心障礙學生升大專院校院甄試的修改，積極維護身心障礙學生之權益。